# Fordham Road (linea IND Concourse)
Fordham Road è una stazione della metropolitana di New York situata sulla linea IND Concourse. Nel 2019 è stata utilizzata da 3 671 217 passeggeri. È servita dalla linea D sempre e dalla linea B durante le ore di punta.

## Storia
La stazione fu aperta il 1º luglio 1933.

## Strutture e impianti
La stazione è sotterranea, ha due banchine a isola e tre binari, i due esterni per i treni locali e quello centrale per i treni espressi. È posta al di sotto di Grand Concourse e il mezzanino possiede un totale di sei ingressi, quattro all'incrocio con 188th Street e due sul lato est dell'incrocio con Fordham Road.

## Interscambi
La stazione è servita da alcune autolinee gestite da MTA Bus e NYCT Bus.
- Fermata autobus